# Cardiodactylus
Cardiodactylus is een geslacht van rechtvleugeligen uit de familie krekels (Gryllidae). De wetenschappelijke naam van dit geslacht is voor het eerst geldig gepubliceerd in 1878 door Henri de Saussure.

## Soorten
De volgende soorten zijn bij het geslacht ingedeeld:
- Cardiodactylus aobaensis Robillard, 2009
- Cardiodactylus borneoe Robillard & Gorochov, 2014
- Cardiodactylus brandti Otte, 2007
- Cardiodactylus bulolo Otte, 2007
- Cardiodactylus buru Gorochov & Robillard, 2014
- Cardiodactylus busu Otte, 2007
- Cardiodactylus canotus Saussure, 1878
- Cardiodactylus celebae Robillard, 2014
- Cardiodactylus cheesmani Otte, 2007
- Cardiodactylus contrarius Gorochov, 2014
- Cardiodactylus doloduo Gorochov, 2014
- Cardiodactylus efordi Otte, 2007
- Cardiodactylus empagatao Otte, 2007[1]
- Cardiodactylus enkraussi Otte, 2007
- Cardiodactylus epiensis Robillard, 2009
- Cardiodactylus erniae Robillard & Gorochov, 2014
- Cardiodactylus esakii Otte, 2007
- Cardiodactylus floresiensis Robillard, 2014
- Cardiodactylus fruhstorferi Gorochov & Robillard, 2014
- Cardiodactylus gagnei Otte, 2007
- Cardiodactylus gressitti Otte, 2007
- Cardiodactylus guttulus (Matsumura, 1913)
- Cardiodactylus haani Saussure, 1878
- Cardiodactylus hainanensis Ma & Zhang, 2010
- Cardiodactylus halmahera Gorochov & Robillard, 2014
- Cardiodactylus hentownesi Otte, 2007
- Cardiodactylus javarere Otte, 2007
- Cardiodactylus jdoeria Robillard, 2014
- Cardiodactylus kokure Otte, 2007
- Cardiodactylus kolombangara Otte, 2007
- Cardiodactylus kondoi Otte, 2007[1]
- Cardiodactylus kotandora Robillard, 2014
- Cardiodactylus kraussi Otte, 2007
- Cardiodactylus kukugai Otte, 2007
- Cardiodactylus kusaiense Otte, 2007
- Cardiodactylus kuschei Otte, 2007
- Cardiodactylus lampongsi Robillard & Gorochov, 2014
- Cardiodactylus lavella Otte, 2007
- Cardiodactylus loboe Robillard, 2014
- Cardiodactylus lombrinjani Robillard, 2014
- Cardiodactylus maai Otte, 2007
- Cardiodactylus mamai Otte, 2007
- Cardiodactylus manus Otte, 2007
- Cardiodactylus minuta Bhowmik, 1981
- Cardiodactylus muiri Otte, 2007[1]
- Cardiodactylus muria Robillard, 2014
- Cardiodactylus mumurai Otte, 2007
- Cardiodactylus murakami Otte, 2007
- Cardiodactylus nigris Bhowmik, 1981
- Cardiodactylus novaeguineae Haan, 1842
- Cardiodactylus obi Gorochov & Robillard, 2014
- Cardiodactylus oeroe Robillard, 2014
- Cardiodactylus palawan Gorochov, 2014
- Cardiodactylus pelagus Otte, 2007[1]
- Cardiodactylus pentecotensis Robillard, 2009
- Cardiodactylus philippinensis Bolívar, 1913
- Cardiodactylus pictus Saussure, 1878
- Cardiodactylus praecipuus Walker, 1869
- Cardiodactylus quatei Otte, 2007
- Cardiodactylus reticulatus Gorochov, 2014
- Cardiodactylus riga Otte, 2007[1]
- Cardiodactylus rizali Robillard, 2014
- Cardiodactylus sedlaceki Otte, 2007
- Cardiodactylus shanahani Otte, 2007
- Cardiodactylus singapura Robillard, 2011
- Cardiodactylus singuawa Otte, 2007
- Cardiodactylus sumba Robillard, 2014
- Cardiodactylus talaudae Robillard, 2014
- Cardiodactylus tangtalau Otte, 2007
- Cardiodactylus tankara Robillard, 2009
- Cardiodactylus tangkoko Gorochov, 2014
- Cardiodactylus tathimani Otte, 2007
- Cardiodactylus tello Robillard, 2014
- Cardiodactylus thailandia Robillard, 2011[2]
- Cardiodactylus togerao Otte, 2007
- Cardiodactylus variegatus Gorochov & Robillard, 2014
- Cardiodactylus vella Otte, 2007
- Cardiodactylus wairahu Otte, 2007